# 2 Волос Вероники
2 Волос Вероники (лат. 2 Comae Berenices), HD 104827 — двойная звезда в созвездии Волос Вероники на расстоянии (вычисленном из значения параллакса) приблизительно 342 световых лет (около 105 парсек) от Солнца. Возраст звезды определён как около 942 млн лет.

## Характеристики
Первый компонент (HD 104827A) — жёлто-белая звезда спектрального класса F0IV-V, или F0. Видимая звёздная величина звезды — +6m. Масса — около 2,143 солнечной, радиус — около 3,573 солнечного, светимость — около 29,818 солнечной. Эффективная температура — около 7582 K.
Второй компонент (HD 104827B) — жёлто-белая звезда спектрального класса A9V, или F0IV-V. Видимая звёздная величина звезды — +7,5m. Эффективная температура — около 8630 K. Удалён на 3,7 угловой секунды.

## Планетная система
В 2019 году учёными, анализирующими данные проектов HIPPARCOS и Gaia, у звезды обнаружена планета HIP 58858 b.